# Денвер (Міссурі)
Денвер (англ. Denver) — селище (англ. village) в США, в окрузі Ворт штату Міссурі. Населення — 32 особи (2020).

## Географія
Денвер розташований за координатами 40°23′56″ пн. ш. 94°19′24″ зх. д. / 40.39889° пн. ш. 94.32333° зх. д. (40.398948, -94.323297).  За даними Бюро перепису населення США в 2010 році селище мало площу 0,99 км², уся площа — суходіл.

## Демографія
Згідно з переписом 2010 року, у селищі мешкало 39 осіб у 16 домогосподарствах у складі 11 родини. Густота населення становила 39 осіб/км².  Було 29 помешкань (29/км²).
Расовий склад населення:
| - 94,9 % — білих - 5,1 % — чорних або афроамериканців |

До двох чи більше рас належало 0,0 %. Частка іспаномовних становила 0,0 % від усіх жителів.
За віковим діапазоном населення розподілялося таким чином: 33,3 % — особи молодші 18 років, 61,6 % — особи у віці 18—64 років, 5,1 % — особи у віці 65 років та старші. Медіана віку мешканця становила 42,5 року. На 100 осіб жіночої статі у селищі припадало 105,3 чоловіків;  на 100 жінок у віці від 18 років та старших — 100,0 чоловіків також старших 18 років.
Середній дохід на одне домашнє господарство  становив 51 441 долар США (медіана — 55 500), а середній дохід на одну сім'ю — 65 750 доларів (медіана — 57 000). За межею бідності перебувало 6,4 % осіб, у тому числі 0,0 % дітей у віці до 18 років та 0,0 % осіб у віці 65 років та старших.
Цивільне працевлаштоване населення становило 21 осіб. Основні галузі зайнятості: виробництво — 47,6 %, мистецтво, розваги та відпочинок — 47,6 %, освіта, охорона здоров'я та соціальна допомога — 4,8 %.